# Černý Most (metropolitana di Praga)
Černý Most è una stazione della linea B della metropolitana di Praga. È il capolinea orientale della linea.

## Storia
La stazione è stata attivata l'8 novembre 1998, come parte del prolungamento della linea B tra Českomoravská e questa stazione.

## Strutture e impianti
La stazione è sotterranea ed è dotata di due binari, serviti da una banchina centrale.

## Servizi
La stazione è dotata di ascensori per le persone a mobilità ridotta.
- Biglietteria
- Servizi igienici

## Interscambi
- Fermata autobus (linee 181, 186, 201, 220, 221, 222, 240, 250, 303, 315, 344, 345, 346, 353, 354, 367, 379, 398, 403, 412, 700, 720 e 730)[2]